# Hieracium oleaginicolor
Hieracium oleaginicolor es una especie de planta con flor del género Hieracium, de la familia Asteraceae, orden Asterales.

## Distribución
Hieracium oleaginicolor se distribuye por Francia.

## Taxonomía
Fue descrita científicamente por (Zahn) Zahn.